# Svärdssidan
Svärdssidan kallas den manliga delen (de manliga medlemmarna) av en familj eller släkt. Härstamning på svärdssidan är detsamma som agnatisk härstamning.
Uttrycket härleds från att svärdet förr ansågs utgöra det väsentliga i mannens attribut, liksom ordet spinnsida bildats med anledning av att spinning förr betraktades som den speciellt kvinnliga sysselsättningen.
Om en släkt är "utgången på svärdssidan" betyder det att alla män som härstammar från stamfadern enbart genom män (son, sonson, sonsons son, sonsons sonson och så vidare) har dött. En sådan adelsätt är utslocknad enligt Sveriges ridderskap och adels stadgar eftersom det bara är manliga medlemmar som för släktens namn vidare. Så länge kvinnliga medlemmar, gifta eller ogifta finns kvar, står en ätt ännu kvar i adelskalendern.